# Elvira van Castilië
Elvira van Castilië (circa 1082 - 1151) was gravin-gemalin van Toulouse. Ze behoorde tot het huis Jiménez

## Levensloop
Elvira was een buitenechtelijke dochter van koning Alfons VI van Castilië en León en diens minnares Jimena Muñoz.
In 1094 huwde ze met graaf Raymond IV van Toulouse en daarmee was ze diens derde echtgenote. Ze kregen een zoon:
- Alfons Jordaan (1103-1148), graaf van Toulouse.

In 1096 begeleidde ze haar echtgenoot bij de Eerste Kruistocht en was Elvira aanwezig bij het beleg van Tripoli, waar ze van haar zoon beviel. In 1105 kwam Raymond IV tijdens het beleg om het leven, maar zeer waarschijnlijk leefde het koppel toen al gescheiden. 
Na de dood van haar echtgenoot keerde Elvira terug naar Castilië. Daar huwde ze voor 1117 met graaf Fernando Fernández de Carrión, met wie ze nog drie kinderen kreeg: Diego, García en Teresa. 